# Xingtang
Xingtang, även romaniserat Singtang, är ett härad som lyder under Shijiazhuang i Hebei-provinsen i norra Kina.